# Batalla de Cocherel
La batalla de Cocherel fue una batalla de la Guerra de los Cien Años, librada el 16 de mayo de 1364 entre un ejército anglo-navarro, por un lado y comandado por Juan III de Grailly, captal de Buch, contra un ejército francés, por otro, comandado por Bertrand du Guesclin en las cercanías de Cocherel. El resultado fue una victoria decisiva de las tropas francesas que marcó el punto de inflexión de la política exterior que el Reino de Navarra mantuvo en Francia en la segunda mitad del siglo XIV por la sucesión de la Corona francesa, en el contexto de la guerra de los Cien Años que enfrentaba a Inglaterra y Francia.

## Contexto histórico
Tras la paz en el Tratado de Brétigny (1360) entre Francia e Inglaterra, Carlos II de Navarra necesitaba atender simultáneamente sus fronteras en sus posesiones normandas y navarras. Las primeras eran objeto de interés y deseo del rey Juan II de Francia, su suegro. Ante esta amenaza Carlos II tenía un aliado natural en Inglaterra que, además, también mantenía fronteras con Navarra por los Pirineos. Tampoco podía descuidar la amistad inglesa dadas las buenas relaciones que mantenían con el rey Pedro I de Castilla y que, en un momento dado, podían cerrarle los puertos del mar Cantábrico y cercenar las comunicaciones entre Normandía y Navarra.
Tras Brétigny, Normandía tenía a un hermano de Carlos, Felipe de Navarra, como lugarteniente y decidido partidario de la paz. Carlos, por ello, sintió la pérdida de su hermano Felipe de Navarra, conde de Longueville (29 de agosto de 1363). Pero también la sintieron las gentes de armas por su carisma y talante.

### Toma de Mantes y Meulán
En Navarra llegan las noticias de la pérdida de Mantes y Meulán (7-11 de abril de 1364) ante las tropas de Bertrand du Guesclin, condestable de Francia, y Olivier de Mauny. En Mantes están residiendo en esos momentos la reina viuda Blanca de Évreux, hermana de Carlos II, junto con Juana de Valois, reina de Navarra, y el infante Carlos, heredero del trono navarro. En el asalto y saqueo desaparecieron las joyas y el dinero de Blanca de Évreux, además del «acoso a todos los posibles amigos y partidarios de Carlos» que, aunque buscaron refugio en París, «fueron capturados y ejecutados; otros vieron sus bienes confiscados. Todas las fortalezas sitas entre el Sena y el Somme pasaron a manos del delfín.»

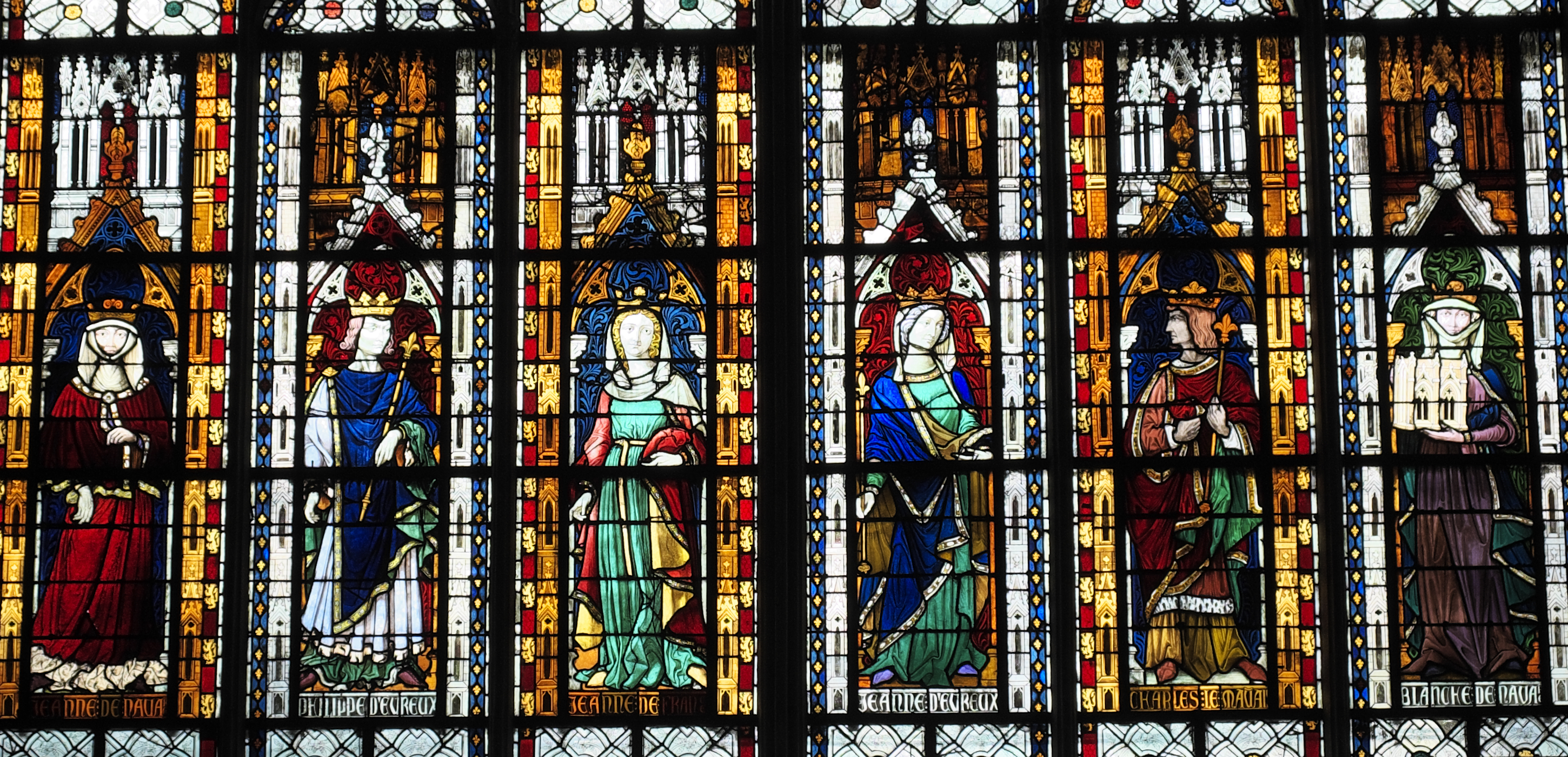
Vidriera de la Colegiata de Notre-Dame de Mantes-la-Jolie donde se muestran a varios protagonistas de estos momentos: Carlos II, Blanca de Evreux, Juana de Evreux, además de Juana II de Navarra y Felipe de Evreux, residentes habituales en Mantes.

Al día siguiente de la toma de Mantes fallece Juan II de Francia de muerte natural Francia en Londres. Le sucede en firme su hijo el delfín Carlos V, cuñado y enemigo del rey navarro, que, ante los muchos problemas que le había causado en su reino, no dudó en lanzar una gran campaña militar contra las posesiones navarras. El delfín Carlos debía ser coronado el 19 de mayo (festividad de la Santísima Trinidad).
El tratado de Brétigny permitió al sucesor francés en el trono, Carlos V de Francia, dedicarse, ya con el reino en paz, a una amplia tarea de reconstrucción. 

### Conflicto castellano-aragonés: guerra de los Pedros
El reino peninsular está enfrentado con Pedro IV de Aragón, atendiendo al compromiso dado a Pedro I de Castilla, y otro hermano del rey, el infante Luis, escenifica su captura por los aragoneses. En este contexto tan fatal el monarca navarro solicita al reino una nueva ayuda recibiendo un fuerte subsidio de 16.000 florines de oro en diciembre, y otros 6.000 más mensualmente durante dos años. Y se comprometió ante el reino a «no hacer nuevos pedidos en tres años, y perdonar los pagos pendientes de la "ayuda graciosa" del tiempo pasado.»

### Ducado de Borgoña
Pero este contexto estaría incompleto sin mencionar la cuestión sucesoria en el ducado de Borgoña que también motiva a Carlos II al envío de un contingente «con el objetivo de hacer valer militarmente sus derechos de sucesión» poniendo al mando a Juan de Grailly, captal de Buch. Siguiendo las tradicionales reglas sucesorias, a la muerte de Felipe I de Borgoña (21 de noviembre de 1361), sin sucesión legítima (sin descendientes, sin hermanos ni padres ni tíos) eran los descendientes de la hermana mayor (Margarita de Borgoña) de su abuelo, Odón IV de Borgoña, quien debiera sucederle: Carlos II de Navarra. Pero el rey Juan II de Francia, lejos de aceptarlo, aprovechó que el navarro estaba en su reino para anexionarse el ducado de Borgoña desoyendo las protestas de Carlos II y del papa Urbano V que se prestó a interceder. Agotada la vía diplomática, los navarros se preparon para el envío de tropas, aprovechando también que la Paz de Murviedro (1363) desahogaba la atención militar peninsular.

## Preparativos

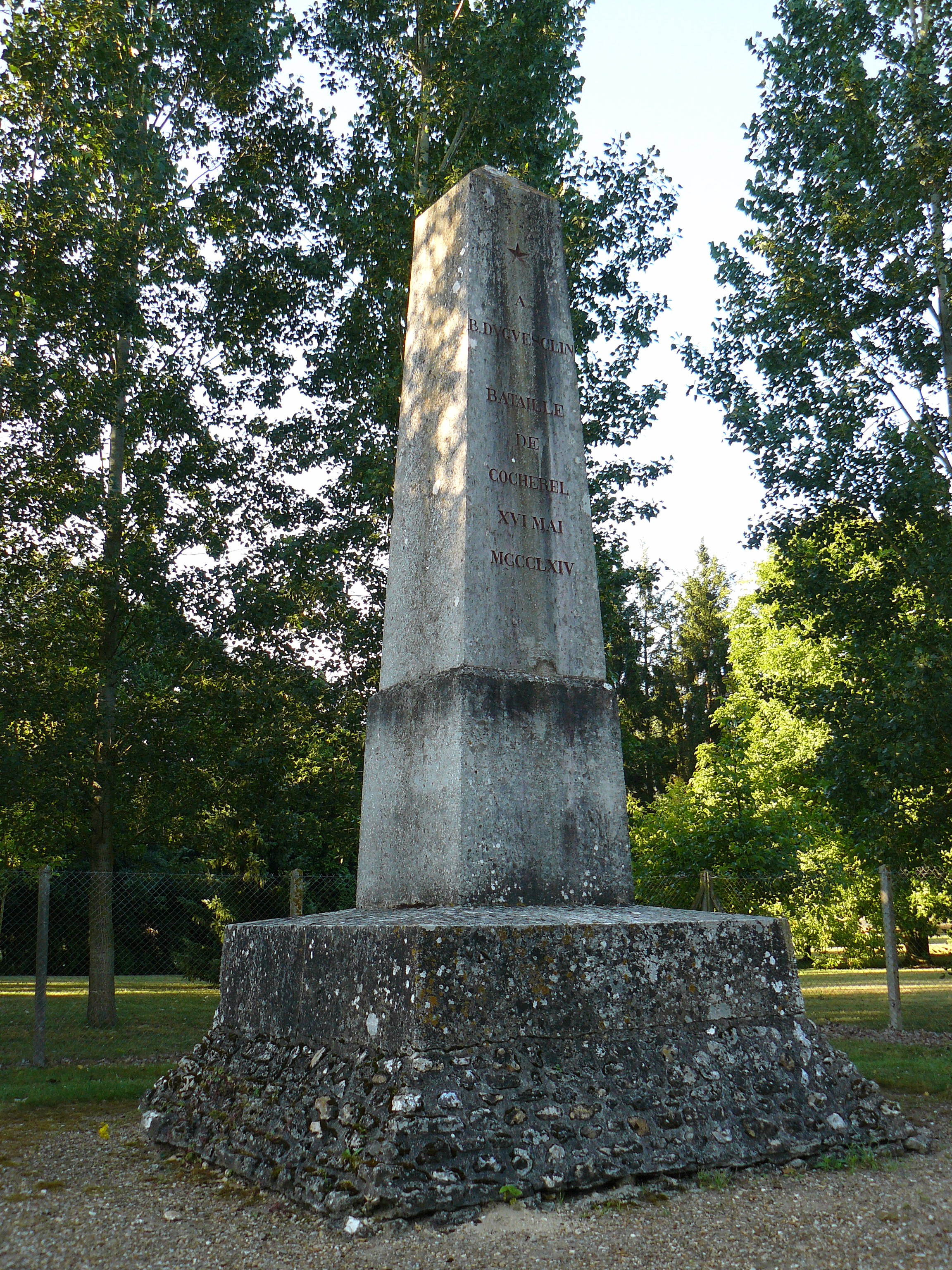
Monumento conmemorativo de la batalla de Cocherel.

En Navarra durante los preparativos se reclutaron unos mil hombres y tomó el mando Martín Enríquez de Lacarra, al que acompañaban numerosos ricoshombres y caballeros. Este pequeño ejército, concentrado en Echarri-Aranaz, se dirigió a Fuenterrabía, donde se les añadieron 300 gascones a las órdenes del señor de Gavestón. Tras algunas vicisitudes llegaron a Cherburgo, donde se juntan al resto de tropas navarras allí establecidas, y bajo la dirección de Juan de Grailly marchan sobre Évreux, con la idea de recuperar más tarde Mantes y Meulán. 
Du Guesclin no teniendo suficientes fuerza para enfrentarse a ellos, levanta el sitio de Évreux e inicia la retirada, pero en ese momento recibe tropas de refresco y decide dar cara a los navarros.

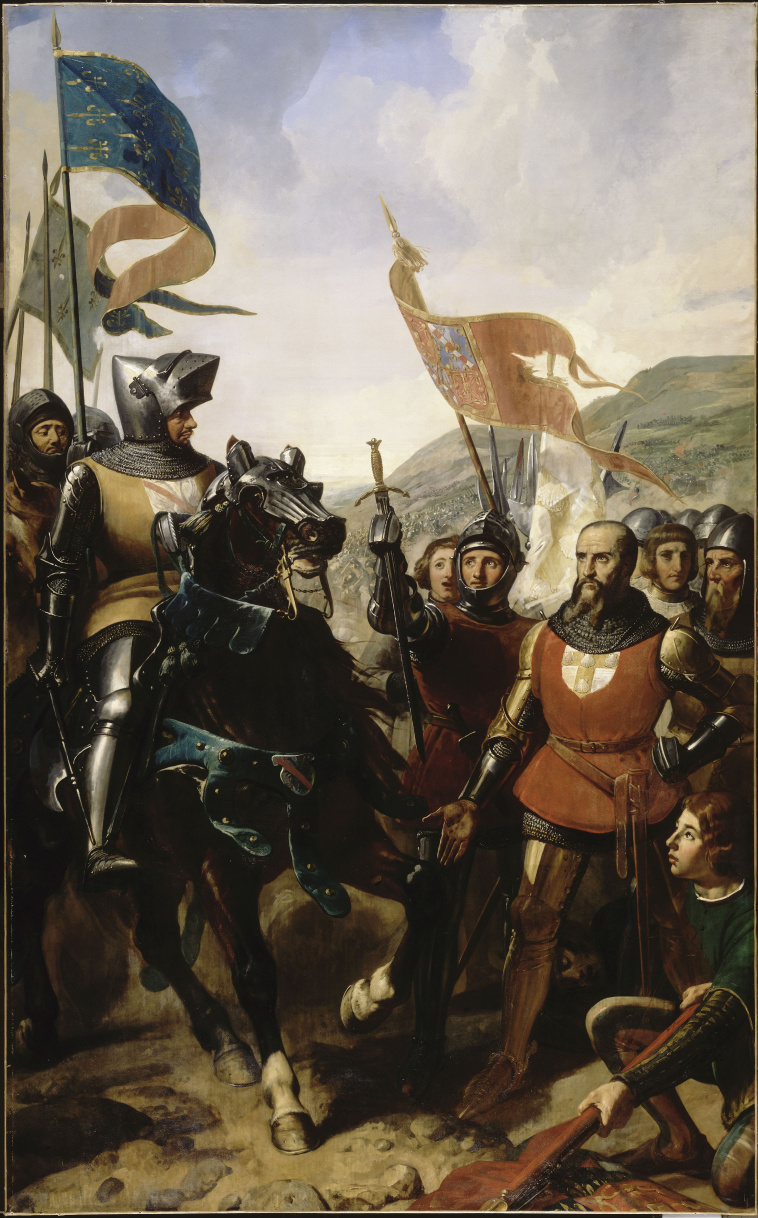
Bataille de Cocherel, 16 mai 1364 de Charles-Philippe Larivière (1839). Palacio de Versalles. Refleja el momento en que Juan de Grailly, Captal de Buch, se rinde ante Bertrand du Guesclin (a caballo).

## La batalla
Teniendo presente la opinión reciente de historiadores, se sigue el relato de los hechos que ya realizara en 1916 el historiador Roland Delachenal.

### Preliminares de la batalla
Juan de Grailly, Captal del Buch y primo segundo del rey don Carlos. El día de Pentecostés,  parte desde Evreux. A falta de una semana para la fecha prevista de coronación del nuevo rey francés, busca la ruta de Reims abandonando la plaza fuerte con su pequeño ejército anglo-navarro-normando.
Toma posiciones en las riberas del río Eure, en una colina próxima a Cocherel, localidad dependiente de la castellanía navarra de Pacy. Atravesado por una antigua vía que unía Evreux y Vernon, era un lugar de paso frecuente y concurrido por un viejo puente sobre el Eure.
En la margen derecha del Eure, el terreno asciende con bastante rapidez, dando lugar a una meseta de bajo relieve, que continúa hasta Vernon, en el valle del Sena. A mitad de camino, entre la “Cota de Vernon” y la iglesia de Cocherel, hay un primer nivel, lo que las crónicas llaman “el monte de Cocherel”. El captal estableció allí su pequeña tropa en posición de espera y, dejándola bajo las órdenes de uno de sus lugartenientes, probablemente Jean Jouel, avanzó él mismo hasta Vernon, donde se encontraba el lunes de Pentecostés (13 de mayo). El motivo que le trajo a esta ciudad parece fuera de toda duda. El captal esperaba, mediante una acción personal, que el tratado recientemente concluido entre Carlos V y la reina Blanca, muy embarazoso para los anglo-navarros, fuera infringido en su beneficio. Desde la ocupación de Mantes y de los demás lugares que cayeron en manos de du Guesclin, todos los puntos por los que se hubiera podido realizar el paso del Sena estaban vigilados por cuenta del rey de Francia. Las fortificaciones entre Ruan y París realizaban una estricta vigilancia sobre el propio río. Quedaba el puente Vernon; pero había sido neutralizado, cuando se comprometió la reina Blanca a prohibir el acceso a los hombres de armas de cualquiera de los bandos.
Enguerrand de Eudin, personaje asiduo en las crónicas y en la documentación, deseaba unirse a Bertrand du Guesclin, que remontaba el valle del Eure, mientras él se encontraba en la orilla derecha del Sena. Como no tenía otro recurso que cruzar el río a nado, aguas abajo de Vernon, sobre su caballo, agarrado a su silla. La reina Blanca hizo cerrar las puertas del puente para que nadie pudiera ayudar a Bertrand. A riesgo de su vida, Enguerrand tuvo la alegría de estar también en la “jornada” que se avecinaba.
Para el martes, 14 de mayo, el captal había reunido sus tropas y las distribuyó en tres cuerpos de cuatrocientos hombres tomando posiciones defensivas. Para el jueves, 16 de mayo, el pequeño ejército comandado por Du Guesclin se había presentado enfrente formado por elementos muy diversos. Al llegar más tarde observa a los navarros en mejor posición, en altura, con la ventaja del terreno ganada y tratar de desalojarlos le habría conducido al desastre. Un líder prudente y sabio como Bertrand no podía olvidar la cruel lección de Poitiers (1356), ni la más reciente y humillante lección de Brignais (1362).

### Acción principal
Los franceses, apretados entre la margen derecha del Eure y la colina de Cocherel, no tuvieron posibilidad de reabastecerse y, además, el calor, ya muy fuerte, no tardó en molestarles. El comandante francés tomó la decisión de no quedarse quietos frente a la posición anglonavarra. Al salir el sol, los franceses se propusieron, no atacar el "Mont de Cocherel", sino dirigirse hacia el puente, que cruza la carretera de Evreux a Vernon, y pasar a la orilla izquierda del Eure. ¿Cómo interpretar la maniobra de Du Guesclin?
Según un solo cronista, el movimiento de retirada en nada habría sido simulado; por falta de alimentos, y para conseguirlos, Bertrand se vio obligado a marcharse. Casi todos los demás cronistas ven, por el contrario, en el paso del río, una estratagema exitosa que, engañando a los anglonavarros, los habría atraído hacia la llanura, donde ya no tenían las mismas ventajas. Así pues, las tropas anglo-navarras, confiándose, bajaron de la colina para acabar con ellos. Podría ser que esta versión, la más difundida, fuera la versión oficial, propagada y recibida sin discusión después del evento. No nos detendremos en investigar si dadas las circunstancias, los franceses realmente cedieron o si recurrieron a una artimaña bélica, de clásica sencillez. En un asunto así, lo que importa son los resultados, y el resultado fue tal que Du Guesclin podría o no haberse atrevido a esperarlo.
Cuando vieron partir a sus enemigos, los líderes navarros mostraron división de opiniones. El captal, suspicaz porque fuera una finta, intentó mantener a sus hombres de armas en la posición. Sin embargo, Jean Jouel, más vehemente y menos perspicaz, deseoso de no dejar pasar la oportunidad, quiso a toda costa impedir que los franceses se escabulleran. Sin hacer caso de los ruegos del captal, se precipitó colina abajo, arrastrando consigo a todos los ingleses y al propio Juan de Grailly, que, en definitiva, no podía dejarle solo en la batalla que se presentó en los prados de la orilla izquierda del Eure. Los servidores de los dos ejércitos habrían intercambiado los primeros golpes, pero la acción pronto se generalizó: un cuerpo a cuerpo confuso en lugar de una batalla normal, como era inevitable con tropas tan pequeñas. Además se convirtió en un combate de infantería, como había ocurrido durante toda la Guerra de los Cien Años, al menos desde Poitiers. Los arqueros ingleses, pocos en número, pero bien empleados, eran, sin embargo, ineficaces contra los hombres de armas a pie, protegidos efectivamente por sus armaduras.
La lucha fue muy feroz y al principio la suerte pareció volverse contra los franceses. Los cronistas lo atestiguan, así como las pérdidas sufridas por las tropas de Du Guesclin. Los jefes pudieron verse obligados a pagar una gran suma de su parte, ya que caballeros como Baudoin de Annequin y el vizconde de Luis de Beaumont fueron asesinados en el acto, y no hechos prisioneros, como los combatientes generalmente salvaban para cobrar el rescate y siendo lo suficientemente ricos para pagarlo.
La suerte del día se decidió mediante un contraataque, o ataque por el flanco, llevado a cabo por los bretones, que se quedaron para custodiar los pertrechos y que, teniendo sus caballos a mano, pudieron utilizarlos en el momento oportuno. Froissart quiere, por el contrario, que sean los gascones los que propongan la carga decisiva, pero es partidario de ellos y, evidentemente, lo que ha recogido es una versión gascona del acontecimiento. En cualquier caso, los anglo-navarros, victoriosos hasta entonces pero cansados, comenzaron a su vez a debilitarse bajo el impacto de esta tropa de refresco. Sus líderes se prodigaban tanto como los del ejército francés. El primero, Jean Jouel, fue mortalmente abatido. El captal hizo una defensa descarnada, cerrada, sin otra arma que un martillo, o un mazo de hierro, con el que asestaba terribles golpes. Finalmente se debió rendir a un escudero bretón, Roland Bodin, según su propio testimonio.
Otras versiones afirman que sobre la llegada de ayuda para los franceses del bretón Eustache de la Houssaye con doscientas lanzas, cargando sobre los ingleses (posiblemente arqueros) por la retaguardia, lo que les habría llevado a la victoria. 
El bascon de Mareuil (Juan de Sault de Irumberry) muere defendiendo el pendón de Navarra, el captal del Buch cae herido y los principales caballeros son hechos prisioneros y llevados a Ruan.

### La derrota navarra
La derrota tuvo lugar el 16 de mayo de 1364, y la noticia llegó a Pamplona, donde estaban los reyes, el día 24. La trajo un mensajero, al parecer el trompeta del Captal de Buch que, reventando caballos, recorrió en ocho días los casi novecientos kilómetros que separan a Cocherel de Pamplona, a una media cercana a los cien kilómetros diarios. Fue un golpe decisivo en las aspiraciones dinásticas de Carlos II en Francia, que a partir de entonces volcó su atención en los asuntos de Navarra sin descuidar sus dominios condales en Normandía.

## Consecuencias
Según se registra en la documentación, cuando el 24 de mayo Carlos II recibe la noticia su reacción debió ser iracunda y vehemente, pero también calculada y silenciada ya que era necesario, una vez más, volver a financiar otro nuevo ejército. Hasta Cocherel, hasta en cuatro ocasiones se habían otorgado ayudas extraordinarias. El mismo día 25 el rey comenzaba a dictar órdenes en este sentido y tanto Juan Périz de Esparza, su consejero, como Juan Pasquier, su procurador, comienzan a solicitar préstamos entre los miembros del Consejo real y de todas las villas y vecinos del reino usando como pantalla para ocultar la derrota el conflicto cercano con los reinos peninsulares vecinos:

... por la guerra et discordia que es entre los reyes de Castieylla et d’Aragon, qui estan a present muyt cerqua l’uno contra l’otro, cada uno con todos sus poderes, de necesidat evident nos conuienga yr enta eillos, tanto por poner sosiego entre eillos como por euitar muchos periglos et daynnos que podrian avenir a nos et a nuestro regno, a los quoales con la gracia de Dios entendemos ouiar, et por esto nos conuienga auer muchas compaynnas, tanto de cauayllo como de pie, con las quoales segurament podamos yr, et bien asi por aqueillas ayamos mester luego ayuda de dineros sen los quoales buenament yr non podriamos con las dichas compaynnas, ouiendo consideracion a las cosas sobredichas et que este viage con la gracia et plaze de Dios es et sera a grant prouecho, honrra et saluamiento de nos et del dicho nuestro regno...
Carlos II de Navarra, 25 de mayo de 1365

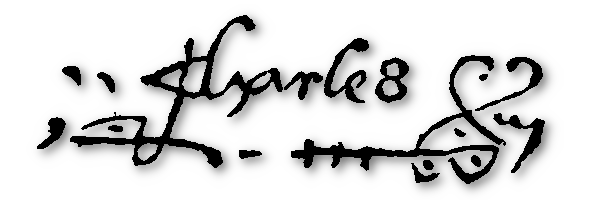
Firma de Carlos II de Navarra

El conflicto peninsular supondrá un «desplazamiento del teatro bélico anglo-francés a tierras hispánicas» mientras que la situación en Normandía entra en un momento alejado de «grandes enfrentamientos armados, con unos territorios exhaustos demográfica y económicamente por años de peste y guerra y después de la derrota del ejército navarro ante las tropas Valois en Cocherel en 1364. Más aún, tras esta derrota Carlos II se verá empujado renunciar «a las posesiones en el bajo Sena» mediante el tratado de Aviñón (marzo de 1365).
A pesar de estos contratiempos, todavía «Navarra y las posesiones normandas constituían territorios de importancia clave por su valor estratégico, tanto para las campañas militares en suelo peninsular como para el control económico y militar de la île-de-France por parte de franceses o ingleses.» Ello lleva al monarca navarro a realizar un enorme despliegue diplomático buscando «mantener el equilibrio ante las grandes potencias que amenazan ambos territorios y, en la medida de los posible, a reclamar sus derechos en Francia o, al menos, su compensación económica.» Carlos II, que permanece más tiempo en Navarra, manda a su hermano Luis como lugarteniente y capitán general de los señoríos del rey navarro en Normandía.
Después de Cocherel, y la «consiguiente ocupación de parte de las plazas normandas del navarro por Du Guesclin hicieron necesario que las tropas alistadas inicialmente para combatir en Borgoña se destinaran urgentemente a Normandía.» Estando las tropas francesas asediando el condado de Evreux, Luis, al frente de navarros y gascones, se apoderó de La Charité-sur-Loire, rechazando al duque de Borgoña y regresando a Normandia para establecer una alianza con Juan de Monfort y pretendiente al ducado de Bretaña. Monfort triunfa en septiembre de 1364 contra su rival, Carlos de Blois, lo cual aprovechó Luis para tomar Valognes y poner una guarnición en Avranches. Para finales de 1364 las tropas navarro-gasconas guarnecían Gavray. Sin embargo, cesará esta dinámica y «resultará imposible el envío masivo desde Navarra de nuevos grupos de combatientes» por lo que «muchos de los hombres desplazados anteriormente continuarán prestando sus servicios en Normandía hasta la confiscación de las posesiones en 1378 y puntualmente en el caso de la ciudad portuaria de Cherburgo hasta su renuncia en 1404.»